# Valeriu
Valeriu ist als eine rumänische Form des römischen Familiennamens Valerius ein rumänischer männlicher Vorname. Eine italienische und spanische Variante des Namens ist Valerio.

## Namensträger
- Valeriu Lucian Bologa (1892–1971), Siebenbürger Arzt, Naturwissenschaftler und Medizinhistoriker
- Valeriu Bordeanu (* 1977), rumänischer Fußballspieler
- Valeriu Bularca (1931–2017), rumänischer Ringer
- Valeriu Calancea (* 1980), rumänischer Gewichtheber
- Valeriu Călinoiu (1928–1990), rumänischer Fußballspieler
- Valeriu Căpățână (* 1970), moldauischer Fußballspieler
- Valeriu Traian Frențiu (1875–1952), Bischof der Rumänischen griechisch-katholischen Kirche
- Valeriu Gagiu (1938–2010), sowjetisch-moldauischer Regisseur
- Valeriu Kurtu (* 1956), moldauischer Karikaturist
- Valeriu Marcu (1899–1942), rumänischer Schriftsteller und Historiker
- Valeriu Muravschi (1949–2020), moldauischer Politiker
- Valeriu Niculescu (1914–1986), rumänischer Fußballspieler
- Valeriu Răchită (* 1970), rumänischer Fußballspieler und -trainer
- Valeriu Rusu (1935–2008), rumänischer Romanist, Rumänist und Dialektologe

Zwischenname
- Florin Valeriu Răducioiu (* 1970), rumänischer Fußballspieler